# Виды измерений
Виды измерений — области измерений, выделяемые по одному из классифицирующих признаков. Рассматриваются в метрологии.

## По однородности измеряемых величин[1]
Согласно этой классификации измерения делятся по измеряемой величине или группе нескольких однородных величин. Например, измерение удельного электрического сопротивления, напряжения, индукции магнитного поля. В пределах вида выделяются подвиды — по размеру величины, диапазону измерений, например измерения сверхбольших расстояний или диаметра элементарных частиц. Родом величины называют её качественную определённость, размером — количественную, для конкретного объекта. Качественно одинаковые величины называются однородными.

## По способу получения результата[2]
Прямые измерения — это такие измерения, при которых искомое значение физической величины определяется непосредственно путём сравнения с мерой этой величины. Например, прямым является измерение длины рулеткой или линейкой.
Косвенные измерения — измерения, при которых  значение величины находится на основании известной зависимости между этой величиной и величинами, подвергаемыми прямым измерениям. 
{\displaystyle y=f{\Bigl (}x_{1},x_{2},x_{3}...{\Bigr )}}
Например, значение сопротивления находится при помощи двух измерений (последовательных или одновременных) — напряжения и силы тока и расчёта на основании закона Ома.
Совместные измерения — одновременные измерения нескольких разнородных величин для нахождения зависимости между ними.
Совокупные измерения — это проведение ряда измерений нескольких однородных величин.